# Лэнгброк, Кейт
Кэ́трин Эли́забет Вильгельми́на Бью́винг «Кейт» Лэ́нгброк (англ. Katherine Elizabeth Wilhelmina Beuving «Kate» Langbroek; 8 августа 1965, Брисбен, Квинсленд, Австралия) — австралийская актриса, сценарист, телеведущая и журналистка.

## Биография
Кэтрин Элизабет Вильгельмина Бьювинг Лэнгброк родилась 8 августа 1965 года в Брисбене (штат Квинсленд, Австралия) в семье ямайского, еврейского и датского происхождения.
В настоящее время Кейт проживает в Мельбурне.

## Карьера
Кейт начала свою журналистскую карьеру вскоре после окончания средней школы в начале 1980-х годов. Лэнгброк наиболее известна как ведущая утреннего шоу «Hughesy & Kate» на радио «Nova 100», которое она ведёт с 2001 года. У Кейт есть брат — политик Джон-Пол Лэнгброк.
В 1990-х—2000-х годах Кейт также снималась в кино и писала сценарии.

## Личная жизнь
С 2003 года Кейт замужем Питером Алленом Лэнгброком. У супругов есть четверо детей: сын Льюис Жан Лэнгброк-Льюис (род. в августе 2003), дочь Сандей Лил Лэнгброк-Льюис (род.29.04.2005) и ещё два сына — Арт Онор Лэнгброк-Льюис (род.03.02.2007) и Жан Аллен Лэнгброк-Льюис (род. в июле 2009).